# جوجو فليتشر
جويل هانا فليتشر المعروفة بـ«جوجو فليتشر»  (من مواليد 1 نوفمبر 1990)  هي مطور عقاري وشخصية تلفزيونية أمريكية، اشتهرت بدورها كمسابقة في الموسم العشرين من برنامج العازبة عبر شبكة ABC وكبطلة في الموسم الثاني عشر من البرنامج.

## الحياة الشخصية
ولدت جوجو في دالاس بولاية تكساس،  وهي طفلة لأبوين أطباء. والدتها من إيران ونشأ والدها في ولاية تينيسي.  قبل الدخول في مجال العقارات، كانت جوجو تدرس في الطب في جامعة بايلور. هي مخطوبة لجوردان رودجرز. بعد خطوبة استمرت أربع سنوات، خطط الزوجان للزواج في صيف 2020. ومع ذلك، بسبب جائحة فيروس كورونا في الولايات المتحدة، فإنهم يفكرون حاليًا في تأجيل زفافهم.

## برامج تلفزيون الواقع

### مستعد للحب
ظهرت جوجو سابقًا في الحلقة الأولى من برنامج مستعد للحب، حيث كان أخوها غير الشقيق، بن باتون، يلعب دور البطولة.

### العزوبية
كانت جوجو متسابقًا في برنامج العزوبية مع بين هغنز. اعترف هيغنز بالحب لها ولورين بوشنيل، لكنه اختار في النهاية بشنيل في النهاية.

### العازبة
تم الإعلان عن جويل كبطلة برنامج العازبة في 14 مارس 2016، خلال ما بعد الورد النهائي. في النهاية، اختارت جوجو جوردان رودجرز الظهير الربعي السابق عوضا عن من الوصيف روبي هييز. جوجو وجوردان يقيمان حاليًا في دالاس، تكساس.
العزوبية والألعاب الشتوية
ظهرت جوجو في حلقة واحدة من العزوبية والألعاب الشتوية حيث قامت بالتحكيم على مسابقة تقبيل بين ريتشيل ليندسي وآري لوينديك.

## المسيرة المهنية
في أبريل 2018، جوجو عملت كمفوضة لتحسين قروض للإسكان مع ماركوس وغولدمان ساكس.
في يونيو 2018، أعلنت جوجو اطلاقها خط ملابس الخاص بها، فليتش. 
في سبتمبر 2018، أُعلنت جوجو وخطيبها جوردان رودجرز أنهما سيظهران في برنامج مخطوبان، وكان عبارة عن برنامج تفلزيون واقع وتصميم منازل.
في بداية يوليو 2019، قدم كل من جوجو وجوردان برنامج تفلزيون الواقع كاش باد، وهو مزيج من البحث عن المنازل وبيعها بأسعار أعلى، يتشارك المضيفون مع أصحاب المنازل الذين يأملون في تحويل ممتلكاتهم إلى منازل إيجارات قصيرة الأجل مثالية. 
في سبتمبر 2019، أعلنت جوجو وجوردان أنهم سيستضيفون Battle of the Fittest Couples ، وهي سلسلة جديدة من Paramount Network حيث يتنافس «الأزواج الرياضيون» مع بعضهم البعض للفوز باللقب "Fittest Couple" أو أفضل زوجان متناسقين في الاجسام وجائزة نقدية بقيمة 100,000 دولار. تم عرض البرنامج لأول مرة في 15 أكتوبر 2019.  